# Ariel Ngueukam
Ariel Thierry Ngueukam (* 15. November 1988 in Yaoundé) ist ein kamerunischer Fußballspieler.

## Karriere
Ngueukam begann seine Profikarriere in der zweiten finnischen Liga bei JIPPO. Hier erzielte er in 34 Spielen insgesamt 17 Tore, wobei ihm in zwei Spielen auch ein Hattrick gelang. 
Der finnische Erstligist FC Lahti wurde auf Ngueukam aufmerksam und verpflichtete ihn. Bei seinem Debüt, am 31. August 2012, in der ersten finnischen Liga erzielte er zwei Tore. Bei Lahti schoss Ngueukam in neun Spielen sieben Tore, sodass er auch die Interessen ausländischer Vereine auf sich zog.
In der Winterpause 2012/2013 wechselte er in die TFF 1. Lig zu Denizlispor und unterschrieb einen Vertrag bis 2014. Sein Debüt in der Türkei gab er am ersten Rückrundenspieltag, den 19. Januar 2013, gegen 1461 Trabzon, als er in der 60. Minute eingewechselt wurde.
Im Mai 2013 wurde der Vertrag in gegenseitigem Einverständnis aufgelöst. Daraufhin einigte sich Ngueukam wieder mit seinem ehemaligen Verein FC Lahti.